# Alekovo, Silistra
Alekovo (în bulgară Алеково, în română Ghiulerchioi) este un sat în comuna Alfatar, regiunea Silistra, Dobrogea de Sud, Bulgaria. 
Între anii 1913-1940 a făcut parte din plasa Curtbunar a județului Durostor, România. 

## Demografie
Componența etnică a satului Alekovo
     Bulgari (74,27%)
     Romi (23,45%)
     Nicio identificare (1,23%)
     Altele (1,02%)
La recensământul din 2011, populația satului Alekovo era de 486 locuitori. Din punct de vedere etnic, majoritatea locuitorilor (74,27%) erau bulgari, cu o minoritate de romi (23,45%). Pentru 1,23% din locuitori nu este cunoscută apartenența etnică.